# KREEP
KREEP — акроним для обозначения класса лунных пород, состоящих из калия — K, редкоземельных элементов (англ. rare-earth element) — REE и фосфора — P, которые встречаются в некоторых брекчиях и базальтах на поверхности Луны. Важной особенностью KREEP-пород является повышенная концентрация так называемых «несовместимых» элементов (которые накапливаются в жидкой фазе во время кристаллизации магмы) и элементов, выделяющих тепло, в частности, радиоактивного урана, тория и радиоактивного изотопа калия — калия-40. Термин был введён в научный оборот американскими исследователями
.

## Типичный состав
Типичный состав KREEP-пород включает порядка 1 % (по массе) оксидов калия и фосфора, от 0,0002 % рубидия, и лантаноиды, концентрация которых в 300—350 раз превосходит их концентрацию в углеродных хондритах.

## Возможное происхождение
Существует гипотеза, согласно которой KREEP-породы возникли на раннем этапе формирования Луны, примерно 4,5 млрд лет назад, благодаря тому, что Земля столкнулась со скалистым космическим телом размером с Марс, что привело к выбросу на околоземную орбиту большого количества мелких обломков, из которых сформировалась Луна. Поскольку это столкновение привело к выделению огромного количества энергии, большая часть формирующейся Луны находилась в жидком состоянии и представляла собой океан магмы. В ходе кристаллизации магмы такие минералы как оливин и пироксены оседали на дно, формируя лунную мантию.
После того как примерно 75 % лунной магмы затвердело, начали кристаллизоваться анортиты, которые благодаря низкой плотности всплывали в магме, образуя твёрдую корку. Таким образом элементы, которые обычно несовместимы, постепенно накапливались в магме и формировался слой магмы, обогащённый KREEP-породами, между корой и мантией. Подтверждением этих процессов является высокая концентрация анортитов в лунной коре, а также наличие лунных пород, обогащенных KREEP.

## Измерения Lunar Prospector
Перед миссией станции Lunar Prospector, состоявшейся в 1998—1999 годах, было принято считать, что KREEP-породы расположены в обширном слое под корой Луны. Измерения, проведённые гамма-спектрометром на борту станции Lunar Prospector, показали, что KREEP-породы сосредоточены главным образом под Океаном Бурь и Морем Дождей. Это уникальная территория поверхности Луны, теперь известная как KREEP-террейн Океана Бурь (англ. Procellarum KREEP Terrane).
Исследования Lunar Prospector также дают основания считать, что глубинные залежи KREEP-породы (в коре, а возможно, и в мантии Луны) расположены в Море Кризисов, Море Восточном, и в бассейне Южный полюс-Эйткен. Наличие радиоактивных элементов в коре (и/или мантии Луны) в районе Procellarum KREEP Terrane с высокой степенью вероятности связано с вулканической активностью на видимой стороне Луны.